# Лаза Поповић (глумац)
Лазар — Лаза Поповић (Врањево, 19. март 1839 – Београд, 24. јул 1892) био је српски глумац, редитељ и управник путујућег позоришта. Остао је упамћен и као главни и готово једини редитељ београдског Народног позоришта у његовој првој сезони. Највеће заслуге му се приписују за васпитавање генерације младих талената који су почињали у његовом путујућем позоришту и касније заузимали највиднија места на српским позорницама. Са својом дружином проводио је пропаганду позоришта на широком јужнословенском подручју и подстицао оснивање многобројних аматерских и професионалих театара.

## Детињство и породица
Био је син свештеника Луке Поповића из Врањева, чија су се скоро сва деца одала глуми. Ова породица је српском позоришту дала седам чувених имена: пет кћери и два сина проте Луке. Осим Лазе, свој живот су позоришту посветили и Љубица Коларовић Катарина—Катица Поповић, Драгиња Ружић, Јелисавета - Јеца Добриновић, Софија Вујић и Паја Поповић. Заједно са снајама и зетовима, међу којима су били Димитрије Ружић, Пера Добриновић, Димитрије Коларовић и Лазина жена Марија Аделсхајм-Поповић ова „уметничка династија” је једно време сачињавала готово половину трупе Српског народног позоришта у Новом Саду и представљали су моћан и веома утицајан породични круг, не само у глумачкој дружини него и у органима Друштва за Српско народно позориште.. Глумачку традицију наставили су и унуци проте Луке: Зорка Тодосић, Емилија Поповић, Милка Марковић, Лазина деца Лука Поповић, Зорка Поповић—Премовић и Даница Поповић и праунуци Димитрије-Митица Марковић и Љубица Тодосић, талентована глумица која је умрла веома млада.
Лаза Поповић је, после завршена два разреда гимназије радио као помоћник бележника у Иванди, а по очевој смрти (1860. године) намеравао је да се упише у Учитељску школу у Сомбору. Међутим, исте те године ступио је тек основану аматерску дружину у Српском Чанаду.

## Глумачка каријера
Први пут је на сцени наступио у комаду Бела IV, краљ маџарски, приликом гостовања дружине у Великој Кикинди. По доласку Јована Кнежевића за директора дружина се професионализује. Лаза остаје са Кнежевићем и када већина глумаца, укључујући и две његове сестре (Драгињу и Љубицу) ступа у новоосновано Српско народно позориште у Новом Саду. Са обновљеним друштвом гостује у војвођанским градовима, да би у јесен 1862. и он прешао у Српско народно позориште, где остаје кратко време. После сукоба његовог зета Димитрија Коларовића са Лазом Телечким са својим сестрама и зетовима прелази у Хрватско земаљско казалиште у Загреб 1863. године, где остаје до 1867. године, када се враћа у Српско народно позориште. У међувремену се, у Загребу, оженио глумицом словачког порекла Маријом Аделсхајм. У јесен 1868. године прелази у Београд, у тек основано Народно позориште.
У тек основаном београдском Народном позоришту Лаза Поповић тумачи главне улоге ради као први редитељ, али када његове улоге почиње да преузима изузетно талентовани Тоша Јовановић, а режију Александар Бачвански, Лаза губи примат у ансамблу. Зато напушта Народно позориште и у јесен 1869. оснива путујуће позориште које је водио на гостовања по Војводини и Хрватској. По гашењу ове дружине 1874. вратио се у Народно позориште, где наступа до 1882. године, „када се из необјашњивих разлога повукао са позорнице". Од београдске публике се опростио улогом кнеза Милоша у комаду Бој на Дубљу Панте Срећковића.
Захваљујући свом изгледу, изразито пријатном гласу и правилној дикцији Лаза Поповић је тумачио љубавнике, изразито драмске национално-романтичне хероје и понекад карактерне и комичне ликове. Седамдесетих и осамдесетих година 19. века суверено је владао београдском позоришном сценом и био један од најомиљенијих глумаца.

### Путујућа позоришта
Прво своју путујућу позоришну дружину Лаза Поповић је основао у јесен 1869. године и ова дружина је била веома цењена у Војводини и у Србији, успешно наступају и у Хрватској, Славонији, Далмацији и Црној Гори и посећује места у која дотле позоришта нису залазила, али готово увек уз финансијске тешкоће. На репертоару ове дружине били су сви комади које је давало Српско народно позориште у Новом Саду и Народно позориште у Београду. Позориште се угасило 1874. године. Касније је, 1883. године, још једном основао своју дружину и водио је кроз Србију, Босну и Војводину до 1889. када се коначно вратио у Београд.
Као управник путујућег позоришта Лаза Поповић забележио је вредне резултате, јер му је дружина била добро организована и састављена од даровитих глумаца. Био је добар педагог и успевао је да да подстрека развоју младих глумачких снага. Од првих дана свог глумачког позива радио је са великим идеализмом и националним одушевљењем на ширењу позоришне уметности, а највеће заслуге за развој српског позоришта управо му се приписују за васпитавање генерације младих талената који су почињали у његовом путујућем позоришту и касније заузимали највиднија места на српским позорницама. У његовој су дружини играли и његова супруга Марија Поповић Аделсхајм, сестричина Емилија Поповић, сестра Софија Максимовић и брат Паја Поповић, али и Пера Добриновић, Андрија Лукић, Никола Спасић и други. Посебно је вредно истаћи Михајла Димића и Ђуру Протића, који су касније имали своје, за српско позориште веома значајне, путујуће позоришне дружине.

### Најзначајније улоге
Као глумац, с обзиром на своју физичку конституцију, поред улога љубавника тумачио је и изразито драмске и национално-романтичне хероје. Био је један од најдаровитијих и најомиљенијих глумаца у Београду. Неке од најзапаженијих улога су му:
- Ђурађ Бранковић (Деспот Ђурађ Бранковић, Карољ Оберњик).
- Светислав (Светислав и Милева, Јован Стерија Поповић),
- Жарко (Смрт Стефана Дечанског, Стерија),
- Милош Обилић (Милош Обилић, Стерија),
- Владислав (Херцег Владислав, Јован Суботић),
- Сенатор, Вељко (Ајдук Вељко, Јован Драгашевић),
- Михаило (Краљева сеја, Милан А. Јовановић),
- Гроф Тиквић (Заручник и невеста у једној особи, Аугуст фон Коцебу),
- Заручник (Лудница, Марк-Антоан Дезожије),
- Грга (Граничари, Јосип Фрајденрајх),
- Фердинанд (Сплетка и љубав, Фридрих Шилер),
- Квазимодо (Звонар Богородичине цркве, Виктор Иго – Шарлота Бирх-Пфајфер)
- Герик (Доктор Робин, Жил Премареј),
- Морис (Сироче и убица, Кастели)
- Болинброк (Чаша воде, Ежен Скриб),
- Шопар (Лионски улак, Ежен Лемоан-Моро, Пол Сироден, Огист Маке и Алфред Делакур),
- Јован (Низ бисера, Карл фон Холтај),
- Ђорђе (Два наредника, Теодор Хел),
- Кефелд (Кин, Александар Дима Отац),
- гроф Карло (Живот једне глумице, Огист Анисе—Буржоа и Теодор Баријер),
- Петар (Цар Петар Велики као лађар, Жозеф Мелвил, Жан-Тусен Мерл и Ежен-Кантиран де Боари).[14]

## Живот после позоришта
Недуго после смрти прве супруге Марије Аделсхајм—Поповић, Лаза се жени Видосавом, домаћицом, са којом је имао деветоро деце, од којих се неколико посветило глуми. Највише успеха имао је Лука Поповић, а успешне су биле и Зорка Поповић—Премовић и Даница Поповић.
По повлачењу са сцене Лаза Поповић живео је у беди и оскудици. Био је принуђен да ради као служитељ у стоваришту соли, како би прехранио своју бројну породицу. Са приличним закашњењем пријатељи су му помогли, па је добио скромну службу дневничара у општини, на инсистирање тадашњег државника, др Владана Ђорђевића, који је о Лази говорио: „Уметник, неуморни пионир за идеју српску, морао је под теретом сиротиње да буде слуга, да врши најтеже послове”.
У више махова је покушавао опет да ступи у Српско народно позориште, али позориште није имало новчаних средстава да га прими. На новосадској сцени се последњи пут појавио као гост, приликом боравка Позоришта у Великом Бечкереку 1886. Неколико дана пред смрт у дружини Друштва „Славија“ у Београду бесплатно је наступио као Ђурађ Бранковић у истоименој драми. На тој представи је незгодно пао, повредио кичму и од те повреде умро после неколико дана. Погреб Лазе Поповића био је скроман. На позоришту се вила црна застава, а на спроводу је певало певачко друштво „Каћански". У читуљи, која је поводом смрти Лазе Поповића изашла у часопису Позориште бр. 20. од 31. августа 1892. године, између осталог стоји:
| „ | Он који је био пука сиротиња, представљао је за београдску сиротињу! Каква племенита душа! И баш та представа као да беше узрок његовој смрти. У бујном изливу својих сећања, у раздраганости душе своје, он је тако незгодно пао на позорници, да је намах осетио бол у крстима. И само за неколико дана, па га, ето, неста. Како је чудновата људска судбина. Са „Ђурађем Бранковићем" почео је Лаза своју глумачку каријеру, а тим истим комадом свршио је и са својим животом. | ” |

## Учешће у ратовима
Свој врло наглашени патриотизам Лаза је испољио борећи се на барикадама током бомбардовања Београда 1862. године, а такође и као добровољац у Српско-Турском рату 1876-1877.